# Winterton-on-Sea
Pour les articles homonymes, voir Winterton (homonymie).
Winterton-on-Sea est un village et une paroisse civile sur la côte du comté anglais de Norfolk. Il est situé à 13 km au nord de Great Yarmouth et à 30 km à l'est de Norwich.
Entre le village et la mer du Nord se trouvent les Winterton Dunes (en) qui incluent une réserve naturelle nationale de 109 hectares et sont habitées par plusieurs espèces notables telles que le crapaud calamite.

## Phare
La nature dangereuse du littoral à Winterton-on-Sea est marquée par son phare, construit en 1840, mais dont l'histoire des premiers feux s'étend de James I Stuart à la Première Guerre mondiale.